# Епезел
Епезел (фр. Espezel) насеље је и општина у јужној Француској у региону Лангдок-Русијон, у департману Од која припада префектури Лиму.
По подацима из 2011. године у општини је живело 215 становника, а густина насељености је износила 15,02 становника/km². Општина се простире на површини од 14,31 km². Налази се на средњој надморској висини од 900 метара (максималној 1.100 m, а минималној 733 m).

## Демографија
| 1962. | 1968. | 1975. | 1982. | 1990. | 1999. | 2011. |
| ----- | ----- | ----- | ----- | ----- | ----- | ----- |
| 261   | 334   | 279   | 228   | 201   | 208   | 215   |

График промене броја становника у току последњих година